# KSU
KSU – polski zespół muzyczny założony w 1977 w Ustrzykach Dolnych. Początkowo wykonywał typową muzykę punk rockową i z tym nurtem jest powszechnie utożsamiany, ale z czasem zaczął grać w stylu bliższym rockowi.
Zespół wydał 11 albumów studyjnych, oprócz tego ukazało się ponad 30 pirackich i bootlegowych wydawnictw – głównie z materiałami koncertowymi.

## Historia

### Koniec lat 70. XX w.
Zespół powstał pod koniec lat 70., w źródłach jako data zespołu widnieją 1977 oraz wiosna 1978. Zespół tworzyli uczniowie szkół średnich i zawodowych: Bogusław „Bohun” Augustyn (śpiew, saksofon), Lesław „Tomkas” Tomków (gitara basowa), Eugeniusz „Siczka” Olejarczyk (gitara), Wojciech „Ptyś” Bodurkiewicz (organy) i Waldemar „Burek” Kuzianik (perkusja). Wcześniej z nastolatkami był związany perkusista Mirosław Wesołkin, który uczył „Burka” gry na instrumencie. Pierwsze próby zespołu odbywały się w kombinacie Zakładu Przemysłu Drzewnego. Początkowo zespół wykonywał covery piosenek Black Sabbath, Deep Purple i Led Zeppelin, następnie zespół grał muzykę punkrockową, wzorując się na twórczości Sex Pistols, Wire, UK Subs i The Damned. W 1979 roku nowym perkusistą został Bogdan „Tuptuś” Tutak.
Istnieją sprzeczne informacje co do powstania nazwy zespołu. Według wspomnień „Siczki” on wraz z Wesołkinem mieli wymyślić nazwę latem 1979, kiedy bezskutecznie próbowali zatrzymać dowolny samochód jadący do Ustrzyk. Zdaniem „Bohuna” nazwę zespołu wymyślił jego brat Michał Broda (właśc. Maciej Augustyn), sugerując, by posługiwać się skrótem z tablic rejestracyjnej, zaś według „Tomkasa” nazwa zespołu nie odnosi się do tablic rejestracyjnych, a do obrazoburczego skrótu Kurwa Samostijniej Ukrainy. Przez pewien czas zespół działał jako KSU 1313.
Na początku działalności zespołu muzycy napisali list do Radia Wolna Europa z prośbą o emisję zagranicznej muzyki punkrockowej. Odpowiedź została przyjęta pozytywnie, a rozgłośnia przez kilka tygodni regularnie emitowała twórczość zespołów punkrockowych. W 1979 roku KSU rozpoczęło nawiązywanie kontaktów z innymi zespołami punkrockowymi, które zaczęły pojawiać się w Polsce (głównie w Warszawie i Gdańsku). Za sprawą ogłoszenia w „Magazynie Muzycznym Jazz” około sierpnia 1979 roku zespół nawiązał kontakt z Kazimierzem „Kazesem” Staszewskim, liderem zespołu Poland.
Przez pierwsze miesiące działalności zespół gra covery (m.in. Dead Kennedys). Dużą rolę w ukształtowanie się zespołu miał Michał Broda, który odpowiadał za teksty piosenek i narzucenie ogólnego kierunku działalności KSU.
KSU od początku istnienia popierało ideę Wolnej Republiki Bieszczad (także: Wolna Republika Bieszczadzka, WRB), która według obiegowej opinii powstała za sprawą „Bohuna” i Brody. WRB miało na celu ochronę Bieszczad i jej kultury. Zdaniem zespołu obszar WRB obejmował Ustrzyki Dolne i okolice (Sanok i Zagórz) oraz wysokie Bieszczady. Zwolennicy WRB początkowo nosili opaski ze skrótem ruchu, stylizowanym na ukraińskim tryzubie, wówczas kojarzącym się wyłącznie z Ukraińską Powstańczą Armią. Po reprymendzie Brody opaski zarzucono. Na skutek popierania idei WRB muzycy KSU byli objęci obserwacją przez Służbę Bezpieczeństwa (SB), która 19 marca 1980 roku rozpoczęła akcję „Żyletka”, wymierzoną przeciwko środowisku punkrockowemu w Ustrzykach Dolnych. Wraz z coraz częstszym pisaniem na budynkach haseł WRB i PUNK zaczęły pojawiać się napisy gloryfikujące faszyzm i swastyki. Zdaniem muzyków hasła profaszystowskie i swastyki stanowiły prowokację ze strony SB. Akcja „Żyletka” została zakończona 25 lipca 1980 roku, jednak SB śledziła działalność KSU i jej sympatyków do końca PRL.

### Lata 80. XX w.
Dzięki znajomości ze Staszewskim zespół wystąpił na I Ogólnopolskim Przeglądzie Zespołów Rockowych Nowej Fali, który odbywał się w dniach 8–10 sierpnia 1980 roku w Kołobrzegu. Podczas przeglądu doszło do konfliktu pomiędzy KSU a muzykami z Tiltu, którzy w logotypie KSU (przypominający tryzub) domalowali jądra. Zespół zagrał w Kołobrzegu dwa koncerty. KSU odniosło na przeglądzie sukces, relacja ich koncertu została opublikowana na łamach zachodnioniemieckiego czasopisma „Sounds”. Zespół otrzymał propozycję nagrania płyty w Republice Federalnej Niemiec, jednak odrzucił propozycję.
Po sierpniu 1980 roku zespół prowadził próby w Domu Górnika przy ul. Naftowej w Ustrzykach Dolnych. 30 sierpnia 1980 roku w Domu Górnika odbył się koncert zespołów KSU, Kanał i Poland. Tuż po koncercie z zespołu odszedł „Ptyś”, który uznał, że organy nie ogrywają odpowiedniej roli w zespole. Kolejny koncert KSU (ponownie w Domu Górnika) odbył się 21 sierpnia 1980 roku. Po powołaniu „Tuptusia” do Ludowego Wojska Polskiego zespół zawiesił działalność. Podczas stanu wojennego powstały utwory: „Pod prąd”, „Martwy rok” i „Moje oczy”. W 1982 roku z zespołu odszedł „Tomkas”. 30 listopada 1982 roku zespół zagrał w warszawskim klubie Riviera-Remont. Reaktywowany w 1982 roku zespół borykał się z częstymi zmianami personalnymi w składzie.
Jesienią 1983 roku „Siczka” otrzymał powołanie do Pierwszego Warszawskiego Pułku Czołgów Średnich im. Bohaterów Westerplatte. Odbywając służbę wojskową skomponował: „1944”, „Po drugiej stronie drzwi”, „Umarłe drzewa”, „Skazany na 716 dni”. Po odbyciu służby wojskowej „Siczka” rozpoczął ponowne formowanie zespołu. KSU występowało w składzie: „Siczka” (śpiew, gitara), „Dżordż” (gitara basowa) i „Tuptuś” (perkusja). 10 maja 1986 roku zespół wystąpił w Rzeszowie, w styczniu 1987 roku w warszawskim klubie Stodoła (obok Kultu), w lipcu 1987 roku na festiwalu kultury ukraińskiej w gdańskim klubie Kwadratowa. 
W maju 1988 roku zespół rozpoczął prace nad debiutanckim albumem muzycznym. W tym samym roku KSU wydał debiutancki album Pod prąd, na którym znalazły się utwory skomponowane przez „Siczkę” w latach 1982–1988. Większość tekstów do kompozycji „Siczki” napisał Michał Broda. Płyta sprzedała się w nakładzie 50 tys. egzemplarzy. Po premierze albumu utwory KSU zadebiutowały w Programie III Polskiego Radia. Utwór „1944” zajął piąte miejsce na Liście przebojów Programu Trzeciego. Działając pod opieką Warszawskiej Agencji Impresaryjnej Aktorów w 1988 roku zespół zagrał kilkadziesiąt koncertów (w lipcu koncertując we Lwowie i Truskawcu z zespołami RSC i Wańka Wstańka) oraz stał się jednym z najpopularniejszych polskich zespołów rockowych. W 1989 roku zespół po raz pierwszy pojawił się w telewizji, w programie Non stop kolor prowadzonym przez Wojciecha Manna i Jana Chojnackiego.

### Lata 90. XX w.
Na przełomie 1989 i 1990 roku zespół nagrał album Ustrzyki. Zespół otrzymał propozycję nagrania teledysku, jednakże w wyniku niestawienia się na nagranie ze strony „Siczki” i „Tuptusia” klip nie powstał, a Warszawska Agencja Impresaryjna Aktorów zaprzestała współpracy z zespołem. W wyniku skandalu „Dżordż” odszedł z zespołu. Na jego miejsce przyszedł „Qqś”. W 1991 roku zespół nawiązał współpracę z Krzysztofem Rożejem. Według muzyków Rożej doprowadził do wydania około 30 pirackich wydań albumów KSU. W 1992 roku „Siczka” nawiązał współpracę z Martyną Jakubowicz. W listopadzie 1993 roku zespół wydał album Moje Bieszczady, w 1994 roku Na 15-lecie!, a w 1995 roku Bez prądu.
W 1997 roku zespół pracował nad albumem Ludzie bez twarzy. Prace przerwano na skutek powodzi tysiąclecia. W 1999 roku w zespole grali: „Siczka” (śpiew, gitara), „Zyga” (gitara), „Kojak” (gitara basowa), „Dziarek” (perkusja).

### XXI wiek
W 2001 roku KSU wróciło do prac nad albumem Ludzie bez twarzy. Album ukazał się w 2002 roku. W tym samym roku zespół wydał minialbum pt. Kto cię obroni Polsko… będący zapowiedzią albumu Nasze słowa z 2005 roku. 
W marcu 2004 roku ukazał się album Pod prąd. W 2004 do zespołu dołączył perkusista Sebastian Mnich. W 2005 roku z zespołu odszedł basista i menedżer Paweł Tylko, a nowym gitarzystą basowym został Erik Bobella, który zadebiutował w grupie 8 stycznia 2006 roku koncertem podczas finału Wielkiej Orkiestry Świątecznej Pomocy w Warszawie.
W 2008 zespół obchodził 30-lecie istnienia, z tego powodu wydany został album XXX-lecie, Akustycznie, zawierający starsze nagrania grupy wykonane w konwencji folkowo-akustycznej i pięć premierowych utworów.
8 grudnia 2014 grupa wydała album pr. Dwa narody. 24 lutego 2023 ukazał się album pt. 44. Do płyty wydanej w wersji digipak dołączony został Blu-ray 4K UHD z zapisem blisko trzygodzinnego koncertu zarejestrowanego podczas występu dnia 18 sierpnia 2018 z okazji 40-lecia zespołu w Ustrzykach Dolnych.

## Muzycy

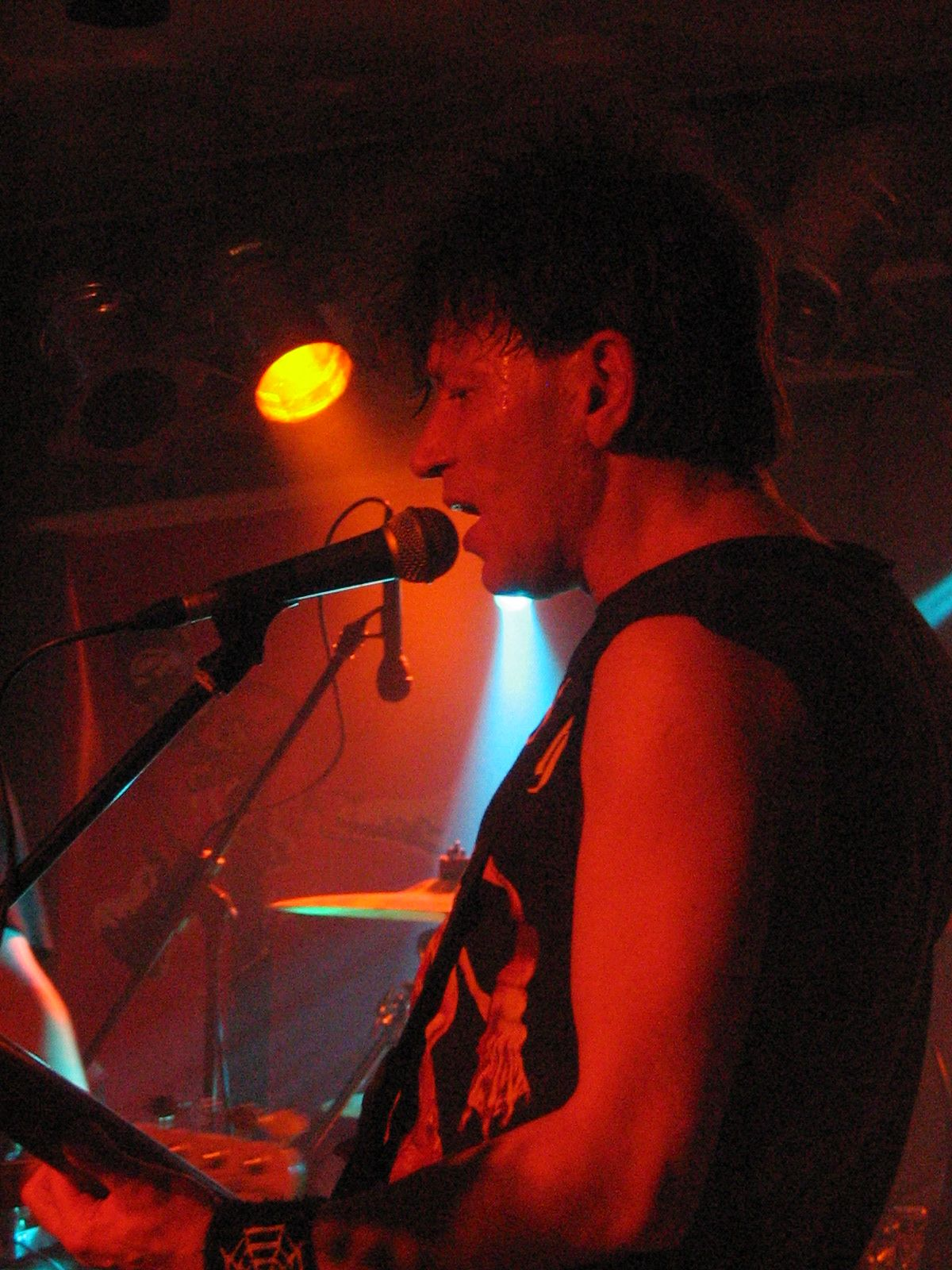
Eugeniusz „Siczka” Olejarczyk, wokalista i gitarzysta KSU

### Obecny skład
- Eugeniusz „Siczka” Olejarczyk – śpiew, gitary, muzyka (od 1977)
- Leszek „Dziaro” Dziarek – perkusja, chóry, programowanie (1999-2003, od 2007)
- Jarosław Kidawa – gitara[46]
- Maciej Biernacki – gitara solowa, gitara akustyczna (od 2017)
- Tomasz "Szamot" Rzeszutek – gitara basowa (od 2017)
- Eliza Kuźnik – skrzypce (od 2012)
- Konrad Oklejewicz – flety (od 2014)

### Byli muzycy KSU
- Bogdan „Bohun” Augustyn – śpiew, saksofon (1977–1983)
- Leszek „Plaster” Tomkow – gitara basowa (1977–1982)
- Wojciech „Ptyś” Bodurkiewicz – instrumenty klawiszowe (1977–1982)
- Bogdan „Tuptuś” Tutak – perkusja (1979–1995)
- Artur Solarz – gitara basowa (1989)
- Adam „Dżordż” Michno – gitara basowa (1982–1991)
- Bartłomiej „QQŚ” Kądziołka – gitara basowa (1991–1995)
- Dariusz „Nero” Dziuroń – gitara (1992–1993)
- Mirosław Wesołkin – perkusja (1978)
- Waldemar „Burek” Kuzianik – perkusja (1978–1979)
- Waldemar „Valdi” Moskal – gitara (1995–1996)
- Piotr „Seru” Sewerniak – gitara (1999)
- Zygmunt „Zyga” Waśko – gitara (1999–2001)
- Damian „Cewka” Hombek – gitara (2001)
- Jakub „Kuba” Ziemba – gitara (2001–2003)
- Marcin „Nowy” Nowak – gitara basowa (2002–2003)
- Grzegorz „Gekon” Hejman – gitara (2003–2004)
- Rafał „Sysy” Grela – perkusja (2003–2004)
- Paweł „Prezo” Tylko – gitara basowa, management (2003–2005)
- Sebastian Sipa – gitara basowa (2005)
- Sebastian Mnich – perkusja (2004–2007)
- Erik „Tuna” Bobella – gitara basowa (2005–2007)
- Mateusz „Joseph” Sowa – gitara solowa, gitara akustyczna, piszczałki (2008–2009)
- Jarosław „Jasiu” Kidawa – gitara solowa, gitara akustyczna, realizacja (2004–2010)
- Paweł „Kojak” Gawlik – gitary basowe (1999–2003, 2007–2011)
- Piotr „LEGO” Leszega – gitara solowa, gitara akustyczna, klawisze (2009–2015)
- Łukasz „Luc” Zawada – gitara basowa (2011–2016)[47]

## Dyskografia
| Rok                        | Dane dot. albumu                                                             | Pozycja na liście |
| Rok                        | Dane dot. albumu                                                             | POL               |
| -------------------------- | ---------------------------------------------------------------------------- | ----------------- |
| 1989                       | Pod Prąd - Data: 1989 - Wydawca: Pronit                                      |                   |
| 1991                       | Ustrzyki - Data: 1991 - Wydawca: Wifon, Mystic Production                    | 2                 |
| 1993                       | Moje Bieszczady - Data: 1993 - Wydawca: Melissa                              | –                 |
| 1994                       | Na 15 lecie! - Data: 1994 - Wydawca: Melissa, Sonic                          | –                 |
| 1995                       | Bez prądu - Data: 1995 - Wydawca: Melissa                                    | –                 |
| 1999                       | 21 (utworów na 21-lecie KSU) - Data: 1999 - Wydawca: Radio Bieszczady        | –                 |
| 2002                       | Ludzie bez twarzy - Data: 2002 - Wydawca: Melissa                            | –                 |
| 2004                       | Kto cię obroni Polsko… (EP) - Data: 29 października 2004 - Wydawca: Sonic    | –                 |
| 2005                       | Nasze słowa - Data: 24 stycznia 2005 - Wydawca: Sonic                        | 14                |
| 2006                       | Przystanek Woodstock 2005 - Data: 5 czerwca 2006 - Wydawca: Złoty Melon      | –                 |
| 2008                       | XXX-lecie, Akustycznie - Data: 21 kwietnia 2008 - Wydawca: Mystic Production | 21                |
| 2014                       | Dwa narody - Data: 8 grudnia 2014 - Wydawca: Mystic Production               | 43                |
| 2021                       | Akustycznie – Epilog - Data: 26 listopada 2021 - Wydawca: Mystic Production  | 34                |
| 2023                       | 44 - Data: 24 lutego 2023 - Wydawca: Mystic Production                       | 2                 |
| „–” album nie był notowany |                                                                              |                   |

| Rok                        | Tytuł                   | Pozycja na liście | Pozycja na liście | Pozycja na liście | Pozycja na liście | Album                  |
| Rok                        | Tytuł                   | LP3               | SLiP              | PiK               | PRR               | Album                  |
| -------------------------- | ----------------------- | ----------------- | ----------------- | ----------------- | ----------------- | ---------------------- |
| 1989                       | „Pod prąd”              | 11                | –                 | –                 | –                 | Pod prąd               |
| 1989                       | „1944 w okopie”         | 5                 | –                 | –                 | –                 | Pod prąd               |
| 1989                       | „Umarłe drzewa”         | 8                 | –                 | –                 | –                 | Pod prąd               |
| 2004                       | „Za mgłą”               | 5                 | –                 | –                 | –                 | Ludzie bez twarzy      |
| 2005                       | „Nasze słowa”           | 29                | 44                | –                 | –                 | Nasze słowa            |
| 2005                       | „Dziwne drzewa”         | 25                | –                 | –                 | –                 | Nasze słowa            |
| 2005                       | „Kto cię obroni Polsko” | –                 | –                 | 1                 | –                 | Nasze słowa            |
| 2008                       | „Moje Bieszczady”       | 16                | 13                | –                 | –                 | XXX-lecie, Akustycznie |
| 2014                       | „Rozbity dzban”         | 4                 | –                 | –                 | 4                 | Dwa narody             |
| „–” utwór nie był notowany |                         |                   |                   |                   |                   |                        |

| Rok  | Dane dot. albumu                                         |
| ---- | -------------------------------------------------------- |
| 1981 | Live Górnik - Data: 1981 - Wydawca: wydanie własne       |
| 1983 | Demo 83 - Data: 1983 - Wydawca: wydanie własne           |
| 1986 | To znowu my - Data: 1986 - Wydawca: wydanie własne       |
| 1986 | Jabol Punk (demo) - Data: 1986 - Wydawca: wydanie własne |

## Filmografia
- Śmierć bohaterom (TVP Rzeszów, 1999)
- KSU – legenda Bieszczad, legenda rocka (reż. Jerzy Jernas; Garaż-film 2007)[65]
- Idź pod prąd (reż. Robert Bombała, TVP Rzeszów, 2008)
- Siczka i KSU. Historia podkarpackiego rocka (reż. Adam Bienias, TVP Rzeszów, 2018)[66]
- Idź pod prąd (reż. Wiesław Paluch, 2024)[67]